# 小島一平
小島 一平（こじま いっぺい、1944年 - ）は京都府出身の元バドミントン選手である。中央大学卒。

## 経歴
神奈川県立横浜緑ケ丘高等学校在学中の1962年に高校総体の男子シングルでは2位となり、1964年から1966年まで全日本学生バドミントン選手権大会で優勝した。大学卒業後、ヨネヤマラケット（現・ヨネックス）に入社、全日本社会人バドミントン選手権大会（1968年〜1970年、1973年、1975年）で優勝した。海外では、全英選手権でシングルス・ダブルスで共に3位、デンマークオープン優勝などの実績がある。
引退後はバドミントンショップを経営者であり、各地で指導者として活躍している。

## 主な成績
| 年   | 大会               | 種目 | 成績 | Name                        |
| ---- | ------------------ | ---- | ---- | --------------------------- |
| 1968 | デンマークオープン | MD   | 優勝 | 小島一平 / Kazumasa Nichino |
| 1969 | デンマークオープン | MD   | 優勝 | 小島一平 / Bjørn Andersen   |
| 1969 | 全英               | MD   | 3位  | Elo Hansen / 小島一平       |
| 1970 | デンマークオープン | MS   | 優勝 |                             |
| 1970 | アジア大会         | MS   | 3位  |                             |
| 1970 | アジア大会         | XD   | 3位  | 小島一平 / 竹中悦子         |
| 1970 | カナダ国際         | XD   | 優勝 | 小島一平 / Susan Whetnall   |
| 1970 | カナダ国際         | MS   | 優勝 |                             |
| 1970 | 全英               | MS   | 3位  |                             |

## 受賞
- 神奈川スポーツ賞（1972年）